# Résolution 855 du Conseil de sécurité des Nations unies
Membres permanents
- Chine
- États-Unis
- France
- Royaume-Uni
- Russie

Membres non permanents
- Brésil
- Cap-Vert
- Djibouti
- Espagne
- Hongrie
- Japon
- Maroc
- Nouvelle-Zélande
- Pakistan
- Venezuela

Résolution no 854 Résolution no 856
La résolution 855 du Conseil de sécurité des Nations unies, adoptée le 9 août 1993, après avoir réaffirmé les résolutions visant à mettre fin au conflit dans l'ex-Yougoslavie et entendu les représentations de l'Organisation pour la sécurité et la coopération en Europe (OSCE) et de la république fédérale de Yougoslavie (Serbie-et-Monténégro), a appelé cette dernière à reconsidérer son refus d'autoriser les missions de l'OSCE sur son territoire. 
Les missions de l'OSCE ont été citées comme un exemple de diplomatie préventive qui a grandement contribué à promouvoir la stabilité et à contrecarrer le risque de violence au Kosovo, au Sandjak et enVoïvodine. Le Conseil de sécurité était déterminé à éviter toute extension du conflit dans l'ex-Yougoslavie et attachait de l'importance à ce que la communauté internationale surveille la situation au Kosovo, au Sandjak et en Voïvodine.
Exhortant la république fédérale de Yougoslavie (Serbie-et-Monténégro) à reconsidérer sa décision, il a recommandé la coopération avec l'OSCE afin que des mesures puissent être prises pour reprendre la surveillance et accepter une augmentation du nombre d'observateurs. La résolution concluait en appelant les autorités de république fédérale de Yougoslavie (Serbie-et-Monténégro) à assurer la sûreté et la sécurité des observateurs et à leur permettre l'accès sans entrave nécessaire à l'accomplissement de leur mission.
La résolution 855 a été adoptée par 14 voix contre zéro, avec une abstention de la Chine.

## Voir également
- Guerre de Bosnie-Herzégovine
- Dislocation de la Yougoslavie
- Guerre de Croatie
- Guerres de Yougoslavie